# Krasna (gmina w guberni kieleckiej)
Krasna (od 1870 Mniów) – dawna gmina wiejska istniejąca w XIX wieku w guberni kieleckiej. Siedzibą władz gminy była Krasna.
Za Królestwa Polskiego gmina Krasna należała do powiatu kieleckiego w guberni kieleckiej (utworzonej w 1867).
Gminę zniesiono w połowie 1870 roku i odtąd jednostka figuruje już pod nazwą gmina Mniów.